# Kernspaltung

Vereinfachte Animation einer neutroneninduzierten Kernspaltung nach dem Tröpfchenmodell mit drei freiwerdenden Neutronen; die pro Spaltung durchschnittlich freigesetzten Neutronen,, für spaltbare Nuklide, sind statistisch verteilt, z. B. sind es bei ^{235}U etwa 2,407 ± 0,005. Einige Spaltfragmente setzen sogenannte verzögerte Neutronen frei, die für den stabilen Betrieb eines Kernreaktors wesentlich sind.

Beispiel für eine neutroneninduzierte Kernspaltung von Uran-235. Die freiwerdenden (etwa) 200 MeV liegen als kinetische Energie der Spaltprodukte (hier Ba und Kr) vor.

Kernspaltung (englisch nuclear fission; lateinisch fissio ‚Spaltung‘) bezeichnet Vorgänge in der Kernphysik, bei denen ein Atomkern unter Energiefreisetzung in zwei oder mehr kleinere Spaltprodukte zerlegt wird. Typisch ist, dass bei der Spaltung Neutronen emittiert werden.
Seltener wird die Kernspaltung auch als Kernfission bezeichnet. Die Kernspaltung ist nicht zu verwechseln mit der Kernfusion, der Verschmelzung zweier Atomkerne – diese stellt die wesentliche Energiequelle der Sterne und auch unserer Sonne dar.
Die Anwendung der Kernspaltung hat seit ihrer Entdeckung 1938/1939 durch die zivile Nutzung (Kernenergie) und die militärische Nutzung (Kernwaffen) große Bedeutung erlangt.

## Theoretische Modelle

### Deutung mittels Tröpfchenmodell (Bohr-Wheeler)
Kernspaltung wird nur bei genügend schweren Nukliden beobachtet, von Thorium-232 aufwärts. Genauer ist Kernspaltung zunächst bei den spaltbaren Nukliden Uran-233, Uran-235, Plutonium-239 und Plutonium-241 mittels langsamen Neutronen möglich. Die Kerne spalten sich in zwei (weniger in drei) leichtere Produkte (Fragmente), siehe die nebenstehende Abbildung. Dieser Prozess ist verbunden mit der Freisetzung von Bindungsenergie.
Anschaulich und auch theoretisch lässt sich die Kernspaltung nach dem Tröpfchenmodell durch Schwingung und Zerreißen des Kerns verstehen: Die animierte Großansicht des obigen Bildes zeigt, wie der Kern (rot) von einem Neutron (blau) getroffen wird, sich in die Länge dehnt und in der Mitte einschnürt. Die lange Reichweite der gegenseitigen elektrischen Abstoßung der Protonen überwiegt dann die anziehende Kernkraft (siehe Atomkern) mit ihrer kurzen Reichweite und treibt die beiden Enden auseinander, so dass der Kern in zwei (oder selten in drei) Bruchstücke – hoch angeregte mittelschwere Kerne – zerfällt. Durch die Änderung der Bindungsenergie nimmt die Gesamtmasse entsprechend ab (Massendefekt). Außer den Bruchstück-Kernen (Spaltfragmenten) werden meist einige einzelne Neutronen freigesetzt, typischerweise zwei oder, wie in der Animation, drei.
Das Energiespektrum dieser Neutronen hat die Form einer Maxwell-Verteilung, ist also kontinuierlich und reicht bis etwa 15 MeV hinauf. Die in der Boltzmann-Statistik maßgebliche absolute Temperatur hat hier allerdings kaum physikalische Bedeutung, sondern wird als freier Parameter behandelt, um die Kurve an die gemessene Form des Spektrums anzupassen. Die mittlere Neutronenenergie liegt bei etwa 2 MeV. Sie hängt etwas vom gespaltenen Nuklid und im Fall der neutroneninduzierten Spaltung (s. unten) auch von der der Energie des spaltenden Neutrons ab. Wegen der Asymmetrie der Maxwell-Verteilungskurve ist die mittlere Energie verschieden von der wahrscheinlichsten Energie, dem Maximum der Kurve; diese liegt bei etwa 0,7 MeV.
Etwa 99 % der Neutronen werden als prompte Neutronen direkt bei der Spaltung innerhalb etwa 10−14 Sekunden emittiert. Der Rest, die verzögerten Neutronen, wird Millisekunden bis Minuten später aus einigen Spaltfragmenten freigesetzt.

### Andere Modelle und Weiterentwicklungen
Die Bohr-Wheeler Theorie war 1939 die erste quantitative Beschreibung der Kernspaltung mittels Tröpfchenmodell. Sie wurde im Verlauf der letzten Jahrzehnte weiterentwickelt. Neben dieser Theorie gibt es auch einen statistischen Ansatz.
Das Tröpfchenmodell wurde ebenso erweitert und berücksichtigt heutzutage neben makroskopischen auch mikroskopische Anteile. Fission wird heutzutage durch eine mean-field Ansatz modelliert. Einen genauere Beschreibung ist wie folgt (übersetzt):

„…ist es sinnvoll, zwischen den Phänomenologiegraden der verschiedenen theoretischen Ansätze zu unterscheiden. In diesem Dokument wird der Begriff „mikroskopische Theorie“ für theoretische Ansätze verwendet, bei denen die nukleonischen Freiheitsgrade zusammen mit den Kräften zwischen den Nukleonen explizit vorhanden sind. Das bekannteste Beispiel ist die Dichtefunktionaltheorie für Kerne (DFT), die auf effektiven Nukleon-Nukleon-Wechselwirkungen basiert, die mittlere Felder und die zugehörigen Einzelteilchenorbitale erzeugen. In diesem Dokument bewerten wir die Zukunftsaussichten einer Reihe von Erweiterungen der DFT. Einige von ihnen bleiben mikroskopisch, andere hingegen lassen sich am besten als phänomenologisch charakterisieren.“

Die Kernkräfte werden mittels der Quantenchromodynamik (QCD) erfasst.

## Spontanspaltung
Einige Atomkernarten (Nuklide) spalten sich ohne äußere Einwirkung. Diese spontane Spaltung ist eine Art des radioaktiven Zerfalls. Sie lässt sich quantenmechanisch ähnlich dem Alpha-Zerfall durch den Tunneleffekt erklären. Auch natürlich vorkommende schwere Atomkerne wie 232Th, 235U, vor allem aber 238U sind zur Spontanspaltung in der Lage. Allerdings ist der Alphazerfall in diesen Nukliden um Größenordnungen wahrscheinlicher. Akademische Relevanz hat dieser Vorgang insofern als er – entweder direkt oder durch die entstehende Neutronenstrahlung – die Quelle des nicht-anthropogenen Technetiums sowie 239Pu auf Erden ist.
Praktische Anwendung findet die Spontanspaltung als Quelle freier Neutronen. Hierfür wird meist das Californium-Isotop {\displaystyle ^{252}\mathrm {Cf} } verwendet.

## Induzierte Kernspaltungen

### Neutroneninduzierte Kernspaltung
Große technische Bedeutung hat die neutroneninduzierte Kernspaltung. Sie ist eine eigenständige Kernreaktion. Dabei kommt ein freies Neutron einem Atomkern so nahe, dass es von ihm absorbiert werden kann. Der Kern gewinnt dadurch die Bindungsenergie und eventuelle kinetische Energie dieses Neutrons, befindet sich dadurch in einem angeregten Zustand, welcher zur Spaltung führen kann. Da es sich um ein statistisches Ereignis handelt, sind statt der Spaltung sind auch andere Abläufe möglich, beispielsweise der Neutroneneinfang. Dabei regt sich der angeregte Atomkern durch Emission eines oder mehrerer Gammaquanten ab und geht in seinen Grundzustand über.
Die neutroneninduzierte Spaltung ist grundsätzlich – mit kleinerem oder größerem Wirkungsquerschnitt – bei allen Elementen mit Ordnungszahlen Z ab 90 (Thorium) möglich und bei vielen ihrer Isotope beobachtet worden.

### Andere Arten der Kernspaltung
Der Stoß eines energiereichen Gammaquants (im MeV-Energiebereich) kann zur Spaltung eines schweren Kerns führen (photoinduzierte-Kernspaltung). Diese ist vom Kernphotoeffekt zu unterscheiden, bei dem sich nur ein Neutron, ein Proton oder ein Alphateilchen aus dem Kern löst, dieser aber nicht gespalten wird. Auch der Stoß eines geladenen Teilchens kann zur Kernspaltung führen, wenn er eine genügend hohe Energie auf den Kern überträgt. Beispielsweise wurden Proton- und Myon-induzierte Spaltvorgänge beobachtet. Auch ein Compoundkern mit sehr großem Kernspin, wie er in Schwerionen-Reaktionen entstehen kann, kann seine Anregungsenergie durch Spaltung abbauen.
Technische Anwendungen (im Sinne der Nutzung der Kernenergie) haben diese Spaltvorgänge nicht, da diese Kernspaltungen entweder endotherm ablaufen oder nicht die benötigten Neutronen freisetzen, welche zur Aufrechterhaltung einer Kettenreaktion notwendig sind.

## Spaltfragmente
Die Gesamtzahl der Protonen und Neutronen bleibt bei jeder Kernspaltung erhalten. Der bei weitem häufigste Fall ist die Spaltung in nur zwei neue Kerne (Spaltfragmente); nur in wenigen Promille aller Spaltungen entsteht noch ein drittes Fragment (ternäre Spaltung) mit meist sehr kleiner Massenzahl bis maximal etwa 30.
Bei zwei Spaltfragmenten sind viele verschiedene Nuklidpaare möglich. Meist entsteht ein leichteres (Massenzahl um 90) und ein schwereres Spaltfragment (Massenzahl um 140). Die Häufigkeitsverteilung (die Ausbeute aufgetragen als Funktion der Massenzahl des Spaltfragments) hat deshalb zwei Maxima.
Als Beispiel seien zwei Möglichkeiten der Spaltung von Plutonium-239 nach Absorption eines Neutrons (n) genannt:
| {\displaystyle {}_{\ 94}^{239}\mathrm {Pu} +{}_{0}^{1}\mathrm {n} \to {}_{\ 56}^{144}\mathrm {Ba} +{}_{38}^{94}\mathrm {Sr} +2\ {}_{0}^{1}\mathrm {n} } | {\displaystyle {}_{\ 94}^{239}\mathrm {Pu} +{}_{0}^{1}\mathrm {n} \to {}_{\ 51}^{130}\mathrm {Sb} +{}_{\ 43}^{107}\mathrm {Tc} +3\ {}_{0}^{1}\mathrm {n} } |

Spaltung durch thermische Neutronen: Schematische Häufigkeit der Spaltfragmente („Spaltausbeuten“) als Funktion der Spaltprodukt-Massenzahl A (waagerecht). Da bei jeder Spaltung 2 Fragmente entstehen, ist die Summe aller Spaltausbeuten 200 %.

Die Spaltfragmente sind mittelschwere Nuklide mit einem relativ hohen Neutronenanteil. Diesen Neutronenüberschuss haben sie vom Ursprungskern übernommen. Sie sind daher instabil und geben zunächst in einigen Fällen weitere Neutronen ab. Auch diese verzögerten Neutronen können weitere Kernspaltungen auslösen; sie sind für die Regelbarkeit von Kernreaktoren bedeutsam.
Die danach noch immer instabilen Spaltprodukte bauen ihren Neutronenüberschuss durch aufeinander folgende Beta-minus-Zerfälle weiter ab. Da beim Betazerfall die Massenzahl des Atomkerns unverändert bleibt, bilden die Nuklide, die so aus einem gegebenen Spaltfragmentkern nacheinander entstehen, eine Isobarenkette; sie sind also Atomkerne verschiedener chemischer Elemente, aber gleichbleibender Massenzahl. Diese Umwandlungskette endet, wenn ein stabiles Nuklid entstanden ist. Die Halbwertszeiten sind am Anfang der Kette kurz, können aber für die letzten Zerfälle viele Jahre betragen. Genaue Zahlenwerte für die Häufigkeit der verschiedenen Isobarenketten, abhängig vom gespaltenen Nuklid und von der Energie des spaltenden Neutrons, finden sich in der Literatur.

## Energiefreisetzung und Energiebilanz

### Energiefreisetzung

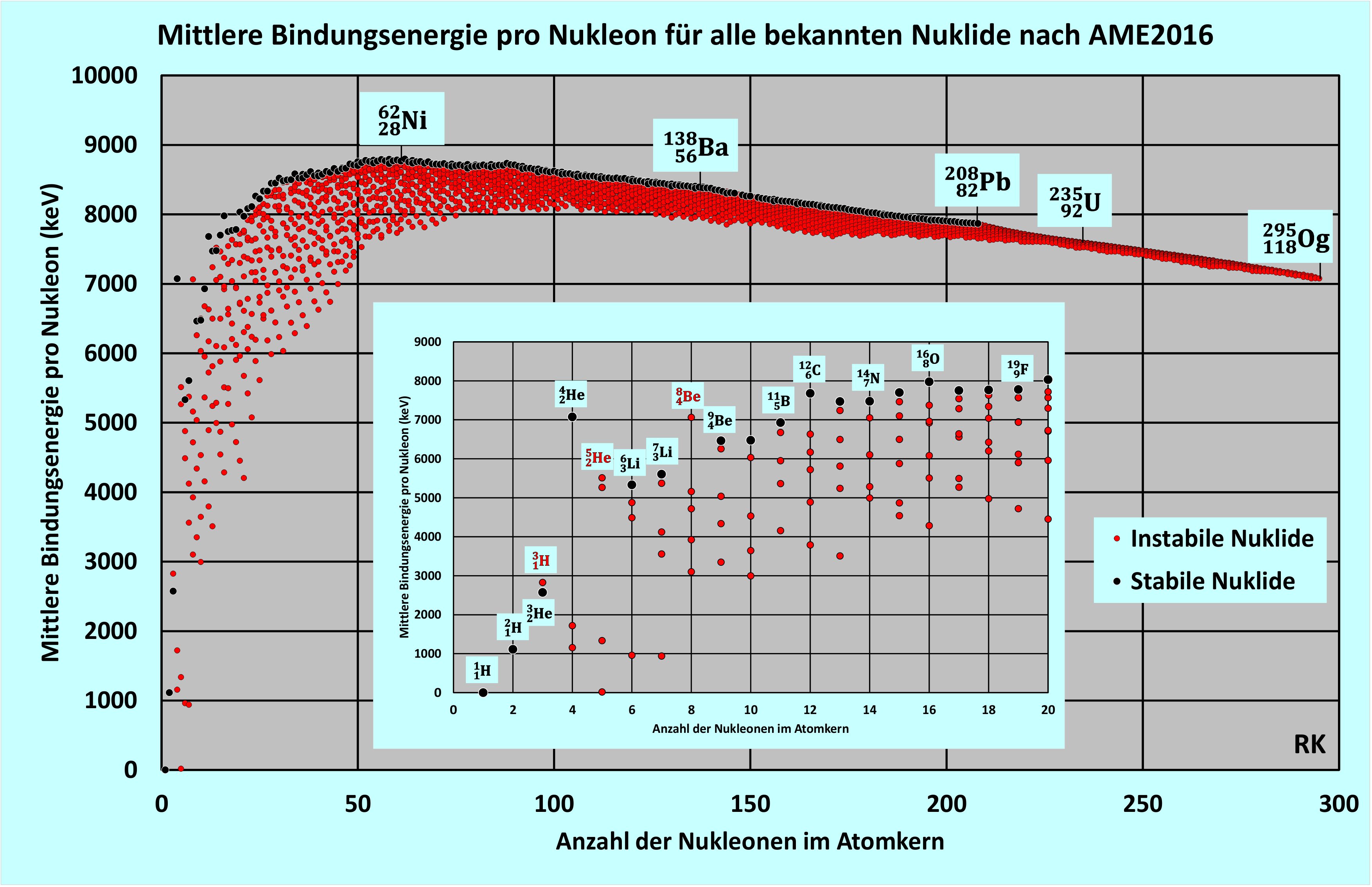
Mittlere Atomkernbindungsenergie pro Nukleon in Abhängigkeit von der Anzahl der Nukleonen im Atomkern für alle bekannten Nuklide nach AME2016

Die beiden Spaltprodukte weisen zusammen einen höheren Massendefekt auf als der schwere Ausgangskern. Wegen der Äquivalenz von Masse und Energie wird diese Differenz der Massendefekte als Energie frei. In der folgenden Erklärung wird zur Vereinfachung angenommen, dass ein 235U-Kern ein Neutron aufnimmt und dann in zwei gleiche Bruchstücke der Massenzahl 118 zerfällt (bei tatsächlich ablaufenden Kernspaltungen sind die entstehenden Kerne meist verschieden schwer, und es bleiben einige einzelne Neutronen übrig). Zur Berechnung werden mittlere Werte der Bindungsenergie pro Nukleon aus der Grafik verwendet. Die Energie wird in der Einheit Megaelektronenvolt (MeV) angegeben.
- Vereinfachend werden zunächst rechnerisch 235 einzelne Nukleonen (92 Protonen und 143 Neutronen) sowie das eingefangene Neutron zu einem Kern zusammengesetzt. Bei diesem Vorgang würde  {\displaystyle 236\cdot 7{,}7\ {\text{MeV}}=1817\ {\text{MeV}}} Energie freigesetzt werden. Um umgekehrt einen 235U-Kern vollständig in seine Nukleonen aufzuteilen, ist dieser Energiebetrag nötig.
- Wird ein Bruchstück zusammengesetzt, erhielte man {\displaystyle 118\cdot 8{,}6\ {\text{MeV}}=1015\ {\text{MeV}}}.
- Bei der Spaltung eines 235U-Kerns in zwei gleich große Teile muss also die Energiedifferenz {\displaystyle \left(2\cdot 1015\right)\ {\text{MeV}}-1817\ {\text{MeV}}=213\ {\text{MeV}}} frei werden.
- Der größte Teil dieser Energie wird (durch die elektrostatische Abstoßung) in kinetische Energie der Fragmente umgewandelt. Diese Bruchstücke und die frei gewordenen Neutronen fliegen  mit sehr hoher Geschwindigkeit auseinander. Im umliegenden Material werden die Bruchstücke abgebremst und erzeugen dabei „Reibungswärme“, genauer: sie übertragen ihre Bewegungsenergie in einzelnen Stößen ungeordnet nach und nach auf viele Atome des umgebenden Materials, bis sie auf die Geschwindigkeit abgebremst sind, die der Materialtemperatur entspricht.

### Energiebilanz
Die bei der Kernspaltung freiwerdende Energie von rund 200 MeV pro Spaltung verteilt sich auf die Teilchen und Strahlungen, die bei der Kernspaltung entstehen. Die Tabelle zeigt Energiewerte eines typischen Spaltungsvorgangs. Der größte Teil dieser Energie kann in einem Kernreaktor genutzt werden; nur die Energie der entweichenden Antineutrinos und eines Teils der Gammastrahlung wird nicht in Wärme umgesetzt.
| Energieart / Strahlungsart                           | Durchschnittliche Energie (z. B. Uran-235) pro Spaltung |
| ---------------------------------------------------- | ------------------------------------------------------- |
| Kinetische Energie der Spaltfragmente (zusammen)     | 167 MeV (Millionen Elektronenvolt)                      |
| Prompte Gammastrahlung                               | 006 MeV                                                 |
| Kinetische Energie der prompten Neutronen            | 005 MeV                                                 |
| Elektronen aus Spaltfragment-Betazerfall             | 008 MeV                                                 |
| Gammastrahlung aus Spaltfragmenten                   | 006 MeV                                                 |
| Elektron-Antineutrinos aus Spaltfragment-Betazerfall | 012 MeV                                                 |
| Gesamtenergie pro Spaltung                           | 204 MeV                                                 |
| Davon nutzbar (abzgl. den Neutrinos)                 | {\displaystyle \approx } 192 MeV                        |

## Spaltbarkeit

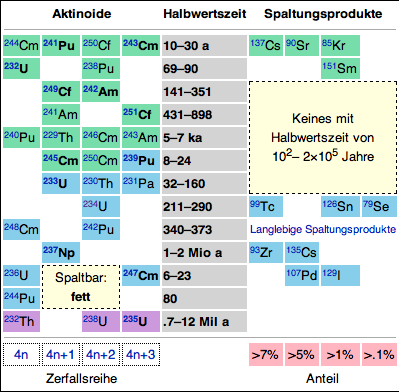
Einige Actinoide und ihre wichtigsten Spaltprodukte. Die durch thermische Neutronen gut spaltbaren Actinoide sind fett geschrieben. Die Isotope sind nach ihrer Zugehörigkeit zu Zerfallsreihen und/oder ihrer Halbwertszeit sortiert.

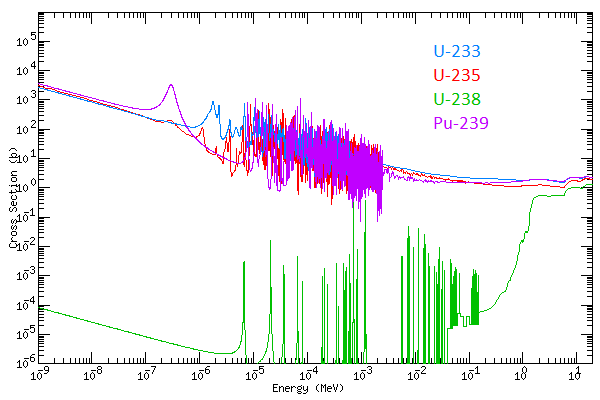
Das Bild zeigt den Wirkungsquerschnitt für die Spaltungsreaktion von U-233, U-235, U-238 und Pu-239 in Abhängigkeit von der Neutronenenergie. Der linke Bereich entspricht thermischen (bei ca. 0.025 eV), der rechte schnellen Neutronen (ab 1 bis 20 MeV). Daten von Korea Atomic Energy Research Institute (KAERI)

### Thermische Neutronen
Durch thermische Neutronen – d. h. solche mit relativ geringer kinetischer Energie – sind meistens nur Isotope mit ungerader Neutronenzahl gut spaltbar. Nur diese Atomkerne gewinnen durch die Aufnahme eines Neutrons Paarenergie hinzu. „Gut spaltbar“ heißt dabei, dass der Wirkungsquerschnitt des Kerns für Spaltung durch ein thermisches Neutron hunderte bis tausende Barn beträgt. „Schlecht spaltbar“ bedeutet entsprechend, dass dieser Wirkungsquerschnitt nur von der Größenordnung 1 Barn oder kleiner ist.
Beispiel:
Americium hat als Element 95 mit seiner ungeraden Protonenzahl bei ungeraden Nukleonenzahlen eine gerade Zahl von Neutronen, während Plutonium, als 94. Element, mit seiner geraden Protonenzahl bei ungeraden Nukleonenzahlen auch ungerade Neutronenzahlen hat. Deshalb ist Americium 241Am mit thermischen Neutronen schlecht spaltbar (3,1 Barn), im Gegensatz zu Plutonium 241Pu (1010 Barn).

### Schnelle Neutronen
Die bei der Spaltung neu freigesetzten Neutronen haben kinetische Energien im MeV-Bereich. Mit solchen schnellen Neutronen sind auch Nuklide mit gerader Neutronenzahl spaltbar; die Paarenergie wirkt sich dann auf den Wirkungsquerschnitt kaum noch aus. Allerdings erreichen die Wirkungsquerschnitte für die „schnelle Spaltung“ nicht die hohen Werte mancher „thermischen“ Spaltungen.
Die schnelle Spaltung führt bei einigen Spaltstoffen zu einer besonders hohen Ausbeute an neuen Neutronen pro gespaltenem Kern. Dies wird in Brutreaktoren ausgenutzt.
In der Dreistufenbombe werden durch Kernfusion von Wasserstoffisotopen sehr schnelle Neutronen mit mehr als 14 MeV erzeugt. Diese spalten in der aus abgereichertem Uran bestehenden Bombenhülle Uran-238-Kerne. Die Sprengkraft der Bombe und auch der Fallout werden dadurch stark erhöht.

## Kritische Masse
Die kleinste Masse eines spaltbaren Materials, in der eine Kettenreaktion aufrechterhalten werden kann, heißt kritische Masse. Sie hängt von der Anwesenheit und Menge einer Moderatorsubstanz und von der geometrischen Anordnung ab. Ein dünnes Blech würde fast alle Neutronen nach außen verlieren, während innerhalb eines kompakten Objekts Neutronen eher auf weitere Atomkerne treffen. Die kleinste kritische Masse wird bei kugelförmiger Anordnung erreicht. Durch Kompression des Materials kann diese noch verringert werden; eine absolute untere Grenze existiert nicht. Die Geometrieabhängigkeit der kritischen Masse wird ausgenutzt, um beim Herstellen oder Bearbeiten von Kernbrennstoffen die zur Kettenreaktion führende Kritikalität zu vermeiden. So werden etwa chemische Reaktionen in flachen Wannen durchgeführt, in denen das Material über weite Flächen verteilt ist.

## Technische Bedeutung

### Kernreaktoren
Wirtschaftliche Bedeutung hat die neutroneninduzierte Spaltung als Kettenreaktion in Kernreaktoren. Hauptsächlich werden die Nuklide Uran-235 und Plutonium-239 verwendet. In Planung bzw. Erprobung waren auch Kernreaktoren auf Basis von Thorium-232 und Uran-233.
Die freigesetzte Energie der Kernspaltung liegt mit rund 200 MeV pro Atomkern um ein Vielfaches höher als bei chemischen Reaktionen (typischerweise etwa 20 eV pro Molekül). Die Energie tritt hauptsächlich als kinetische Energie der Spaltfragmente auf, zu einem kleineren Teil auch in der Strahlung aus deren radioaktiven Zerfällen. Auch die für die Regelbarkeit von Kernreaktoren entscheidend wichtigen verzögerten Neutronen werden nach der eigentlichen Spaltungsreaktion aus den Spaltfragmenten freigesetzt.
In Reaktoren werden die Bewegungsenergie der Spaltprodukte und die Energie der entstehenden Strahlung durch Stöße mit dem Material der Umgebung in Wärme gewandelt. Nur die entstehenden Elektron-Antineutrinos, ein Teil der Gammastrahlung und ein Teil der freien Neutronen entweichen aus der Reaktionszone, dem Reaktorkern.

### Kernwaffen

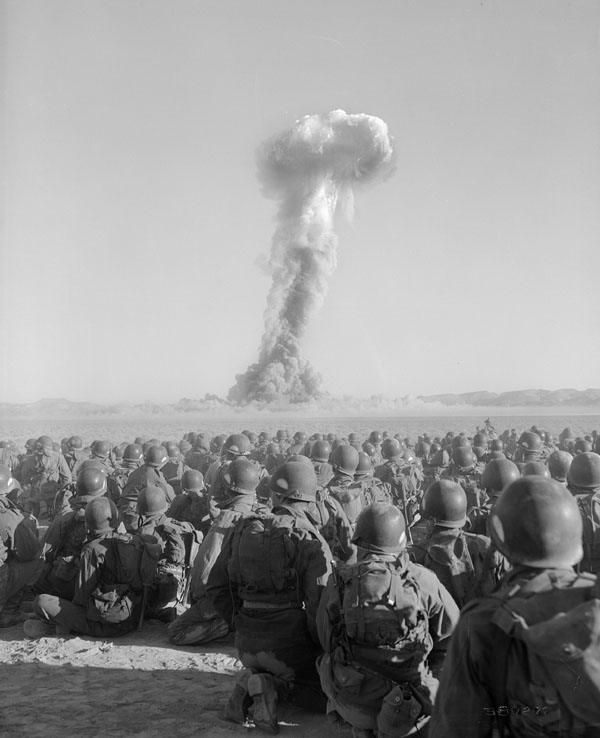
Atombombentest auf der Nevada Test Site 1951

Die exponentiell anwachsende Kernspaltungs-Kettenreaktion einer prompt überkritischen Spaltstoffanordnung dient als Energiequelle für „normale“ Kernwaffen. Die „zerstörende Energie“ wird primär als Lichtstrahlung, Hitze und Radioaktivität sowie sekundär in Form einer Druckwelle freigesetzt.
Bei Wasserstoffbomben dient eine Kernspaltung als Zünder für eine Kernfusion, also das Verschmelzen von leichten Atomkernen.

## Forschungsgeschichte

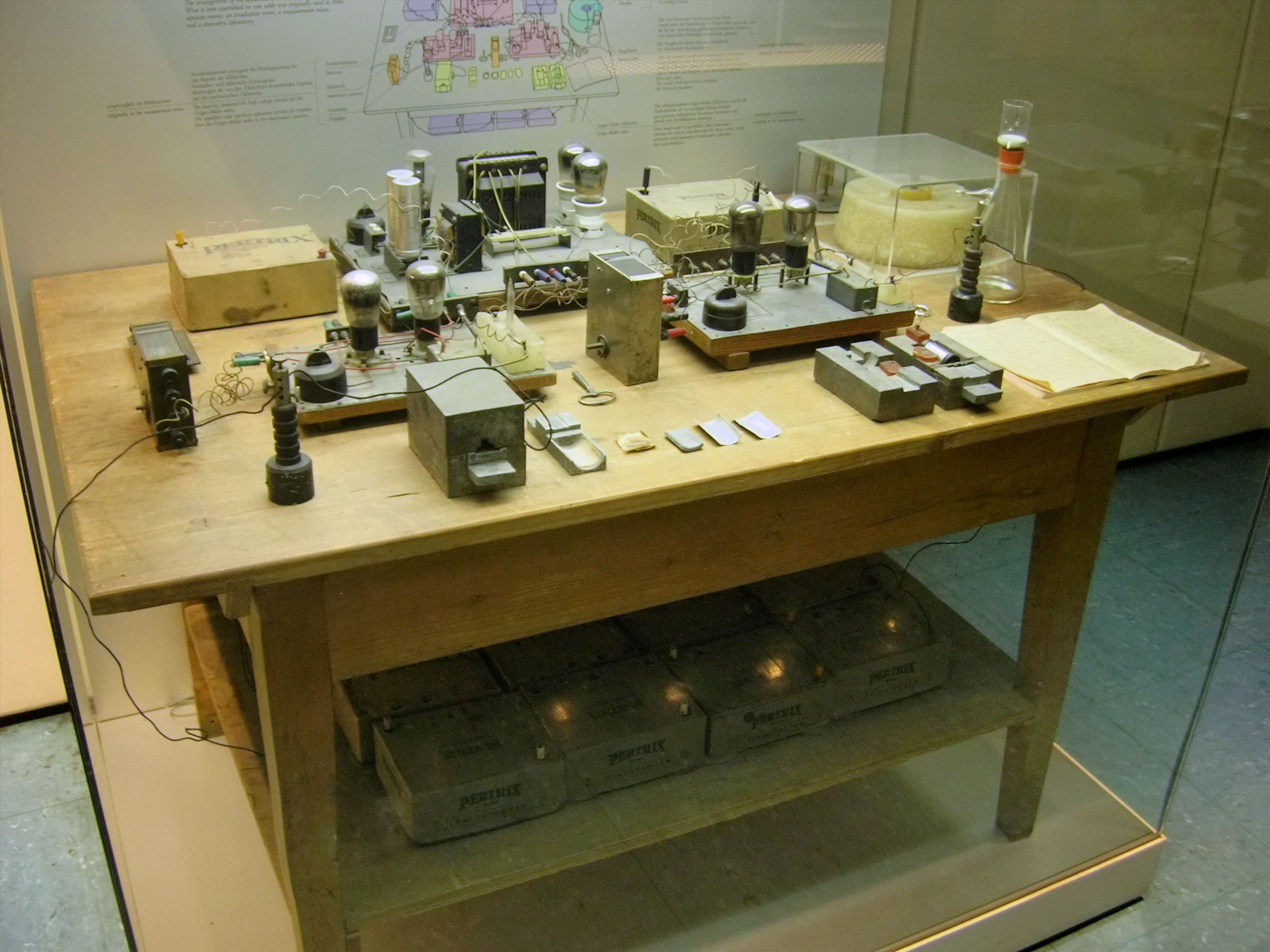
Versuchsaufbau im Deutschen Museum, mit dem Otto Hahn und Fritz Straßmann 1938 die Kernspaltung entdeckten

Seit den Arbeiten von Ernest Rutherford war bekannt, dass Atomkerne durch den Beschuss mit schnellen Teilchen verändert werden können. Rutherford selbst verwandelte 1917 einen Stickstoffkern durch Beschuss mit Alphateilchen in Sauerstoff plus Proton. Solche Kernreaktionen und Kern-Umwandlungen wurden in den 1920er Jahren „Atomzertrümmerung“ genannt. Erste Beschleunigeranlagen wurden damit auch als englisch atom smasher bezeichnet, wie z. B. der Westinghouse Atom Smasher.
Mit Entdeckung des Neutrons im Jahre 1932 durch James Chadwick wurde klar, dass es viele Möglichkeiten der Umwandlung von Atomkernen geben musste. Unter anderem versuchte man, durch Einbringen von Neutronen in schwere Kerne neue, noch schwerere Nuklide herzustellen.

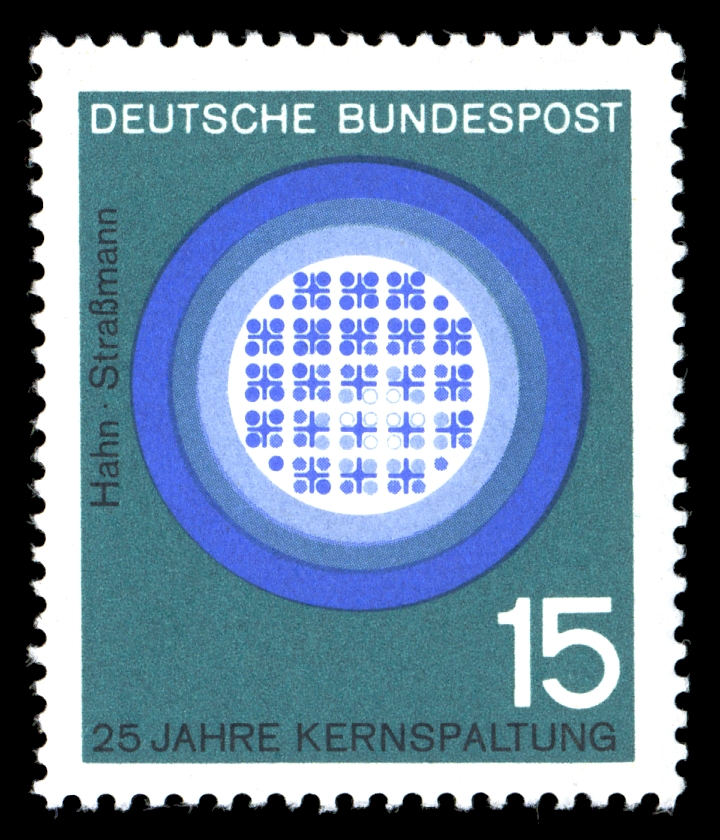
Briefmarke der Deutschen Bundespost (1964): 25 Jahre Entdeckung der Kernspaltung durch Otto Hahn und Fritz Straßmann

Nach Vermutungen von Enrico Fermi, der in Rom bereits Spaltprodukte des Urans sah, aber falsch interpretierte, vertrat u. a. Ida Noddack-Tacke die zutreffende Annahme der Spaltung des neugebildeten Kerns. Allerdings galten diese spekulativen Vermutungen 1934 noch als unseriös, und kein Physiker überprüfte diese experimentell, auch Ida Noddack selbst nicht. Otto Hahn und seinem Assistenten Fritz Straßmann gelang dann am 17. Dezember 1938 am Berliner Kaiser-Wilhelm-Institut für Chemie der Beweis einer neutroneninduzierten Kernspaltung von Uran durch den radiochemischen Nachweis des Spaltprodukts Barium. Sie veröffentlichten ihre Entdeckung im Januar und Februar 1939 in der Zeitschrift „Die Naturwissenschaften“. Lise Meitner befand sich zu diesem Zeitpunkt bereits seit einigen Monaten in Schweden, wohin sie mit Hahns Hilfe emigriert war, da sie als Jüdin aus Deutschland fliehen musste. Gemeinsam mit ihrem ebenfalls emigrierten Neffen Otto Frisch konnte sie am 10. Februar 1939 eine erste physikalische Deutung des Spaltungsprozesses in der englischen Wissenschaftszeitschrift „Nature“ veröffentlichen, da Hahn sie als erste über die radiochemischen Ergebnisse brieflich unterrichtet hatte. Otto Hahn und Fritz Straßmann gelten daher als die Entdecker der Kernspaltung, und Lise Meitner und Otto Frisch als die ersten, die eine korrekte theoretische Erklärung des Vorgangs publizierten. Von Frisch stammt auch der Ausdruck nuclear fission, also „Kernspaltung“, der dann international übernommen wurde, während Hahn ursprünglich die Bezeichnung „Uranspaltung“ verwendet hatte.
Am 16. Januar 1939 reiste Niels Bohr in die USA, um einige Monate mit Albert Einstein physikalische Probleme zu erörtern. Kurz vor seiner Abreise aus Dänemark berichteten ihm Frisch und Meitner von ihrer Deutung der Hahn-Straßmannschen Versuchsergebnisse. Bohr teilte dies nach seiner Ankunft in den USA seinem früheren Schüler John Archibald Wheeler sowie anderen Interessierten mit. Durch sie verbreitete sich die Neuigkeit unter anderen Physikern, unter ihnen auch Enrico Fermi von der Columbia-Universität, New York, genauer dem Pupin Physics Laboratory. Dort gelang es Herbert Anderson, John Dunning, Enrico Fermi, u. a. noch im selben Jahr (1939) erstmals, die Uran-Spaltung in den USA zu reproduzieren und zu bestätigen.
Fermi, neben Leo Szilard, erkannte die Möglichkeit der Nutzung einer kontrollierten Spaltungs-Kettenreaktion und führte mit seinem Team 1942 in Chicago das erste erfolgreiche Reaktorexperiment, genannt Chicago Pile No 1, durch. Genauer gelang es dem Team, eine spaltbare Anordnung so zu konfigurieren, dass eine selbst erhaltende Kettenreaktion eintrat. Insgesamt wurden hunderte Anordnung aufgebaut und erprobt. Wenige Jahre später ging man dann zu großen Reaktoren über, wie z. B. dem Brookhaven Reaktor oder dem X-Reaktor am Oak Ridge National Laboratory (ORNL). Ab diesem Zeitpunkt entwickelte sich die Theorie der Kernspaltung und Reaktorphysik zu einem eigenständigen Forschungsgebiet.

### Theorie
- Niels Bohr, John Archibald Wheeler: The Mechanism of Nuclear Fission. In: Physical Review. Band 56, Nr. 5, 1. September 1939, S. 426–450, doi:10.1103/PhysRev.56.426.
- Louis A. Turner: Nuclear Fission. In: Reviews of Modern Physics. Band 12, Nr. 1, 1. Januar 1940, S. 1–29, doi:10.1103/RevModPhys.12.1 (englisch). Hinweis: Dies war die letzte Veröffentlichung zu dem Thema vor dem 2. Weltkrieg. Große Volumen an Informationen zur zivilen Nutzung der Kernenergie wurden ab ~1955 (Atomkonferenzen in Genf) mit der breiten Öffentlichkeit geteilt, darunter auch viele Daten aus der Kernphysik.
- David Lawrence Hill, John Archibald Wheeler: Nuclear Constitution and the Interpretation of Fission Phenomena. In: Physical Review. Band 89, Nr. 5, 1. März 1953, S. 1102–1145, doi:10.1103/PhysRev.89.1102 (englisch).
- I. Halpern: Nuclear Fission. In: Annual Review of Nuclear Science. Band 9, Nr. 1, Dezember 1959, S. 245–342, doi:10.1146/annurev.ns.09.120159.001333 (englisch).
- M. Brack, Jens Damgaard, A. S. Jensen, H. C. Pauli, V. M. Strutinsky, C. Y. Wong: Funny Hills: The Shell-Correction Approach to Nuclear Shell Effects and Its Applications to the Fission Process. In: Reviews of Modern Physics. Band 44, Nr. 2, 1. April 1972, S. 320–405, doi:10.1103/RevModPhys.44.320 (englisch).
- Hans J. Specht: Nuclear fission. In: Reviews of Modern Physics. Band 46, Nr. 4, 1. Oktober 1974, S. 773–787, doi:10.1103/RevModPhys.46.773 (englisch).

### Weitere Originalaufsätze
- H. Halban, F. Joliot, L. Kowarski, F. Perrin: Mise en évidence d’une réaction nucléaire en chaîne au sein d’une masse uranifère. In: Journal de Physique et le Radium. Band 10, Nr. 10, 1939, S. 428–429, doi:10.1051/jphysrad:019390010010042800 (französisch).
- H. L. Anderson, E. T. Booth, J. R. Dunning, E. Fermi, G. N. Glasoe, F. G. Slack: The Fission of Uranium. In: Physical Review. Band 55, Nr. 5, 1. März 1939, S. 511–512, doi:10.1103/PhysRev.55.511.2 (englisch).
- Leó Szilárd, Walter H. Zinn: Instantaneous Emission of Fast Neutrons in the Interaction of Slow Neutrons with Uranium. In: Physical Review. Band 55, Nr. 8, 15. April 1939, S. 799–800, doi:10.1103/PhysRev.55.799.
- R. Peierls: Critical conditions in neutron multiplication. In: Mathematical Proceedings of the Cambridge Philosophical Society. Band 35, Nr. 4, November 1939, S. 610–615, doi:10.1017/S030500410002137X.
- John Archibald Wheeler: Fission in 1939: The Puzzle and the Promise. In: Annual Review of Nuclear and Particle Science. Band 39, Nr. 1, Dezember 1989, S. xiii–xxviii, doi:10.1146/annurev.ns.39.120189.005033 (englisch).

### Fachbücher
- Robert Vandenbosch, John R. Huizenga: Nuclear Fission. Elsevier, 1973, ISBN 0-12-710850-5, doi:10.1016/B978-0-12-710850-6.X5001-1 (englisch).
- Hans J. Krappe, Krzysztof Pomorski: Theory of Nuclear Fission (= Lecture Notes in Physics. Band 838). Springer Berlin Heidelberg, Berlin, Heidelberg 2012, ISBN 978-3-642-23514-6, doi:10.1007/978-3-642-23515-3 (englisch).